# Hogast Einkaufsgenossenschaft
Hogast – Einkaufsgenossenschaft für das Hotel- und Gastgewerbe reg. Gen. mbH (Eigenschreibweise: HOGAST) ist eine österreichische Einkaufsorganisation für die Hotellerie und Gastronomie. Sie ist genossenschaftlich organisiert und hat über 3500 Mitglieder. Die Genossenschaft arbeitet mit mehr als 1000 Lieferpartnern zusammen.

## Unternehmenszweck
Für die Mitglieder werden insbesondere Bedarfsartikel und Investitionsgüter für das Hotel-, Beherbergungs- und Gastgewerbe eingekauft. Mit den Vertragslieferanten werden Vereinbarungen über die Gestaltung ihrer Lieferverträge mit den Genossenschaftsmitgliedern unter Übernahme des Delkredere- und der Zentralregulierung abgeschlossen. Zudem werden Gemeinschaftsaufgaben, die der Gesamtheit der Mitglieder zugutekommen, wie Personalbeschaffung, Qualitätsmanagement, Verwaltungsarbeiten sowie alle für die Mitgliedsbetriebe dienlichen Nebengeschäfte getätigt.

## Geschichte
Eine kleine oberösterreichische Erfa-Gruppe mit 17 Betrieben legte 1975 den Grundstein für die heute – gemessen an der Zahl der Mitglieder sowie am Umsatz – größte österreichische Einkaufsgenossenschaft für Hotellerie und Gastronomie. Das Ziel war die Schaffung von Preisvorteilen durch eine überbetriebliche Mengenbündelung und die Entlastung der einzelnen KMU- und Familienbetriebe von Routineaufgaben. Heute ist die Hogast eine Unternehmensgruppe.

## Struktur der Unternehmensgruppe
Die Hogast Einkaufsgenossenschaft unterhält folgende Tochterunternehmen (Stand 2023/2024):
- Hotel Gastro Pool GmbH, Anif, Österreich (100 %)
- Handover Beschaffungsdienstleistungs GmbH, Anif, Österreich (51 %)
- Hogast Einkaufsgesellschaft für das Hotel- und Gastgewerbe mbH, München, Deutschland (100 %)

## Produkte und Dienstleistungen
Das Unternehmen ist für den Lebensmitteleinkauf der Gruppe zuständig, aber auch für Investitions- und Verbrauchsgüter-Einkauf, Treibstoffe und Finanzdienstleistungen, ebenso wie für Vermarktungs- und Versicherungsdienstleistungen.